# Fumaria jankae
Fumaria jankae är en vallmoväxtart som beskrevs av Haussk.. Fumaria jankae ingår i släktet jordrökar, och familjen vallmoväxter. Inga underarter finns listade i Catalogue of Life.